# Calamaria mecheli
Calamaria mecheli este o specie de șerpi din genul Calamaria, familia Colubridae, descrisă de Schenkel 1901. Conform Catalogue of Life specia Calamaria mecheli nu are subspecii cunoscute.